# 解法の探求I
解法の探求I（かいほうのたんきゅう・いち）は、東京出版の大学受験数学誌「大学への数学」増刊号として発行されていた大学受験数学の問題集である。

## 概略
毎年5月に発売された。
高校数学の旧学習指導要領の基礎解析(数列・多項式の微分積分(数II))、代数・幾何(ベクトル・行列・一次変換)、確率・統計を対象範囲としている。問題演習として大学入試問題の過去問を選抜し解答を示した。出題・解答方針は「大学への数学」本誌と同様、解答方針の立て方・解法の体系的習得を意図した高い視点からのレベルの高いものを編集方針としている。難易度が高く、最難関大学志望の学生向けである。
対象範囲の基本事項を簡潔にまとめてインフラアップと称して解説している。
1995年以降大きく学習指導要領が改訂されたことに伴い、分野・単元別にして改訂された。高校数学の課程から行列と一次変換が姿を消したため、復内容がそぐわなくなったため、2007年度の在庫がなくなり次第廃刊となる。